# هاینتس اریک رومهلد
هاینتس اریک رومهلد (انگلیسی: Heinz Roemheld؛ ۱ مهٔ ۱۹۰۱ – ۱۱ فوریهٔ ۱۹۸۵) یک آهنگساز اهل ایالات متحده آمریکا بود. وی همچنین برنده جوایزی همچون جایزه اسکار بهترین موسیقی فیلم شده‌است.

## گزیده فیلمشناسی
- در جبهه غرب خبری نیست (۱۹۳۰)
- گوژپشت نتردام (فیلم ۱۹۲۳) (۱۹۳۱)
- قتل‌های خیابان مورگ (فیلم ۱۹۳۲) (۱۹۳۲) (در عنوان بندی نیامده)
- مرد نامرئی (فیلم ۱۹۳۳) (۱۹۳۳) (در عنوان بندی نیامده)
- تقلید زندگی (فیلم ۱۹۳۴) (۱۹۳۴)
- راگلزهای رد گپ (۱۹۳۵)
- پُر مشغله (۱۹۳۶)
- فرشته سپید (۱۹۳۶)
- بربادرفته (فیلم ۱۹۳۹) (۱۹۳۹) (در عنوان بندی نیامده)
- دستگاه اطلاعاتی بریتانیا (فیلم) (۱۹۴۰)
- عشق من بازگشت (۱۹۴۰)
- زنی با موهای شرابی بلوند (۱۹۴۱)
- حیوان نر (۱۹۴۲)
- احمق آمریکایی خوش‌تیپ (۱۹۴۲)
- شب کریسمس (۱۹۴۷)
- شعله (فیلم ۱۹۴۷) (۱۹۴۷)
- بانویی از شانگهای (۱۹۴۷)
- والنتینو (فیلم ۱۹۵۱) (۱۹۵۱)
- جک و لوبیای سحرآمیز (۱۹۵۲)